# Hortaea werneckii
Hortaea werneckii är en svampart som först beskrevs av Horta, och fick sitt nu gällande namn av Nishim. & Miyaji 1984. Hortaea werneckii ingår i släktet Hortaea och familjen Teratosphaeriaceae.   Inga underarter finns listade i Catalogue of Life.